# Essence (band)
Essence er et dansk metalband, som blev dannet i 2005 af Lasse Skov og Mark Drastrup. Bandet har rødder i Thrash Metal, og finder yderligere inspiration i genrer fra Bruce Springsteen til Rammstein. Essence er kendt for at være et energisk, storsmilende band, som skiller sig ud fra den stereotype opfattelse, mange har af genren.

## Karriere
Inden Essences første album udkom, spillede de til Aalborg Metal Festival i 2009 med hovednavne som Satyricon, Dark Funeral og The Haunted. Deres debutalbum, Lost In Violence, udkom tidligt i 2011 og bandet blev efter udgivelsen signet på bookingselskabet 3rd Tsunami Agency. Albummet blev produceret af Søren Andersen i Medley Studios i København. Efter albummets udgivelse indtog bandet Danmark som et af hovednavnene på MTV's og 3rd Tsunamis NEW ERA TOUR, hvorefter de senere på året blev valgt som support til Vaders Europa Tour. Efterfølgende opvarmede de for In Flames, spillede på Aalborg Metal Festival og afsluttede sommeren med at optræde på Roskilde Festival, og på Vagos Open Air i Portugal.
I 2012 spillede Essence som support for Entombed i København og var hovednavn på MTV's Head Bangers Ball Tour. Bandets succes gjorde, at to af Europas største selskaber fik øjnene op for dem. Essence fik kontrakt hos NoiseArt Records, som udgav deres andet album i starten af 2013 og blev yderligere signet på bookingselskabet Rock The Nation.
Bandets andet album, Last Night of Solace, udkom i marts 2013 og blev produceret i Abyss Studio, af Peter Tägtgren, kendt fra Hypocrisy og PAIN. Dette album blev nomineret til en Metal Hammer Award og vandt en Rock The Nation Award. Efter udgivelsen af Last Night of Solace spillede bandet på Nibe Festival (DK), Copenhell (DK), Beastival (DE), Metalfest(DE), var support for Megadeth i København og var på tre tours, hvoraf to var i Europa. Den første Europa tour var med Hypocrisy og Hate og den anden med Mercenary og Omnium Gatherum. Den sidste tour var en danmarksturne med Mercenary.
I 2014 modtog bandet en kulturpris fra Aalborg Kommune overrakt af borgmester Thomas Kastrup.

## Medlemmer
- Lasse Skov – Vokal og rytmeguitar (2005 – nu)
- Mark Drastrup – Lead guitar (2005 – nu)
- Rasmus Munch - Bas (2012 - nu)
- Nikolaj Kjærgaard - Trommer (2013 - nu)

### Tidligere medlemmer
- Jens Martin Haumann - Trommer (2006 - 2013)
- Tobias Nefer - Bas (2006 - 2012)

## Diskografi

### EP
- 2007: Art in Imperfection

### Albums
- 2011: Lost in Violence
- 2013: Last Night of Solace
- 2015: Prime

### Singler
- 2011 Blood Culture

## Begivenheder
| Essence |                                               |
| ------- | --------------------------------------------- |
| 2014    | Overrækkelse af Aalborg Kommunes Talentpris   |
| 2013    | Co-Headliner tour med Mercenary (DK)          |
| 2013    | Tour med Mercenary og Omnium Gatherum (EU)    |
| 2013    | Megadeth support i Store Vega i Købehavn (DK) |
| 2013    | Metalfest (DE)                                |
| 2013    | Beastival (DE)                                |
| 2013    | Copenhell (DK)                                |
| 2013    | Nibe Festival (DK)                            |
| 2013    | Tour med Hypocrisy og Hate (EU)               |
| 2013    | Udgivelse af 2. album, Last Night of Solace   |
| 2012    | Headbangers Ball Tour (DK)                    |
| 2012    | Entombed Support i København                  |
| 2011    | Aalborg Metal Festival (DK)                   |
| 2011    | Roskilde Festival (DK)                        |
| 2011    | In Flames support in Aarhus, Denmark          |
| 2011    | Tour med Vader (EU)                           |
| 2011    | NEW ERA TOUR (DK)                             |
| 2011    | Udgivelse af debut album, Lost In Violence    |
| 2009    | Aalborg Metal Festival (DK)                   |
| 2007    | Udgivelse af EP, Art in Imperfection          |
| 2005    | Bandet blev dannet                            |